# Alain Yav
Alain Yav Ndua, né le 24 juin 1967 à Kinshasa, capitale de la République démocratique du Congo, est entrepreneur, marketeur, publicitaire et producteur. Il est CEO et de fondateur de l’agence de communication congolaise : Pygma Communication.
En 2002, il décide avec 4 amis d'enfance de créer Pygma Group, un holding panafricain ayant des activités et participations dans des secteurs allant de l’immobilier, le consulting, la logistique à la communication, branche qu’il pilote depuis 2004,.
L'agence Pygma communication dirigé par Alain Yav a produit l’émissions de télé-réalité d’origine congolaise comme Miss Congo (RDC) émission produite en partenariat avec le ministère du tourisme de la République démocratique du Congo , Miss Vodacom avec des gagnantes comme Jessica Bossekota ou Laureine Kabwiz et Vodacom Best of the Best, programme musicale en RDC dont des artistes comme Inoss B,, Gaz Mawete, ou Jay six Abdallah sont issus.
En 2013, il est récompensé pour son travail en étant finaliste aux Africa Awards for Entrepreneurship remis par l’African leadership Networks qui appartient à Legatum, une firme d’investissement privée installé à Dubaï.

## Biographie

### Jeunesse et études
Alain yav a vécu une grande partie de sa scolarité entre Lubumbashi (institut scolaire mont Amba) et Kinshasa (collège Elikya Saint-Joseph). Il a ensuite évolué en marketing et comptabilité marketing en Afrique du Sud à l'université The Witwatersrand à Johannesbourg,

### Carrières
En 2002, Alain Yav quitte l’Afrique du Sud après avoir[Quoi ?] ,,.
En 2005, de retour en République démocratique du Congo, il y fonde avec des amis Pygma Communication, (qui est une branche du groupe Pygma, lui-même fondé en 2002, 2003 ou 2005), initialement une simple agence de publicité.
Alain Yav dirige la partie communication de l'entreprise,.
Pygma compte parmi ses clients: Heineken,, Vodacom, Western Union, Unilever, Marsavco, Procredit Bank et Vlisco.
Alain Yav transformera Pygma communication en un groupe de communications intégrées, offrant des services allant des relations publiques, la gestion des médias, le Marketing Digital, l’évènementiel et la production audio-visuelle,.
En 2015, Alain Yav en tant que CEO de Pygma communication organisera la promotion du concert de Stromae à Kinshasa. Le concert sera annulé pour «urgence médicale» nécessitant le retour de l’artiste belge en Europe.
En 2016, Pygma communication détient près de 30% du marché publicitaire congolais.
Pygma Group a aussi des activités de promotion immobilière,,, de conseil, de finance ou dans les mines.
Sous la direction d'Alain Yav, Pygma est aussi la société productrice d'émissions télévisées telles que Miss Vodacom, Miss Congo (RDC) (depuis 2016) et Vodacom Best of the Best,.

## Distinctions
- Finaliste aux Trophées d’entrepreneuriat African Leadership Awards 2013[26].
- Lauréat Afrique centrale ASCOM 6e édition à Abidjan en 2019[27],[28].
- Trophée d’excellence Mukendi Mbayo[29] 7e édition[30].